# Proboszczowice (Łódź)
Pour les articles homonymes, voir Proboszczowice.
Proboszczowice est une localité polonaise de la gmina de Warta, située dans le powiat de Sieradz en voïvodie de Łódź.